# Jochen Brückhändler
Jochen Brückhändler es un deportista de la RDA que compitió en remo. Ganó una medalla de bronce en el Campeonato Mundial de Remo de 1966 y una medalla de bronce en el Campeonato Europeo de Remo de 1969.

## Palmarés internacional
| Campeonato Mundial | Campeonato Mundial   | Campeonato Mundial | Campeonato Mundial |
| Año                | Lugar                | Medalla            | Prueba             |
| ------------------ | -------------------- | ------------------ | ------------------ |
| 1966               | Bled (Yugoslavia)    | Medalla de bronce  | Doble scull        |
| Campeonato Europeo |                      |                    |                    |
| Año                | Lugar                | Medalla            | Prueba             |
| 1969               | Klagenfurt (Austria) | Medalla de bronce  | Doble scull        |